# Leandro Cordeiro de Lima Silva
Leandro Cordeiro de Lima Silva, meglio noto come Leandrinho (Espinosa, 25 settembre 1993), è un calciatore brasiliano, centrocampista dell'Emirates.

## Carriera
Nel 2012 ha giocato 3 partite in campionato con il Santos.